# Peristeria pendula
Peristeria pendula là một loài lan có mặt từ Trinidad to Trung Mỹ và tropical Nam Mỹ.

## Hình ảnh

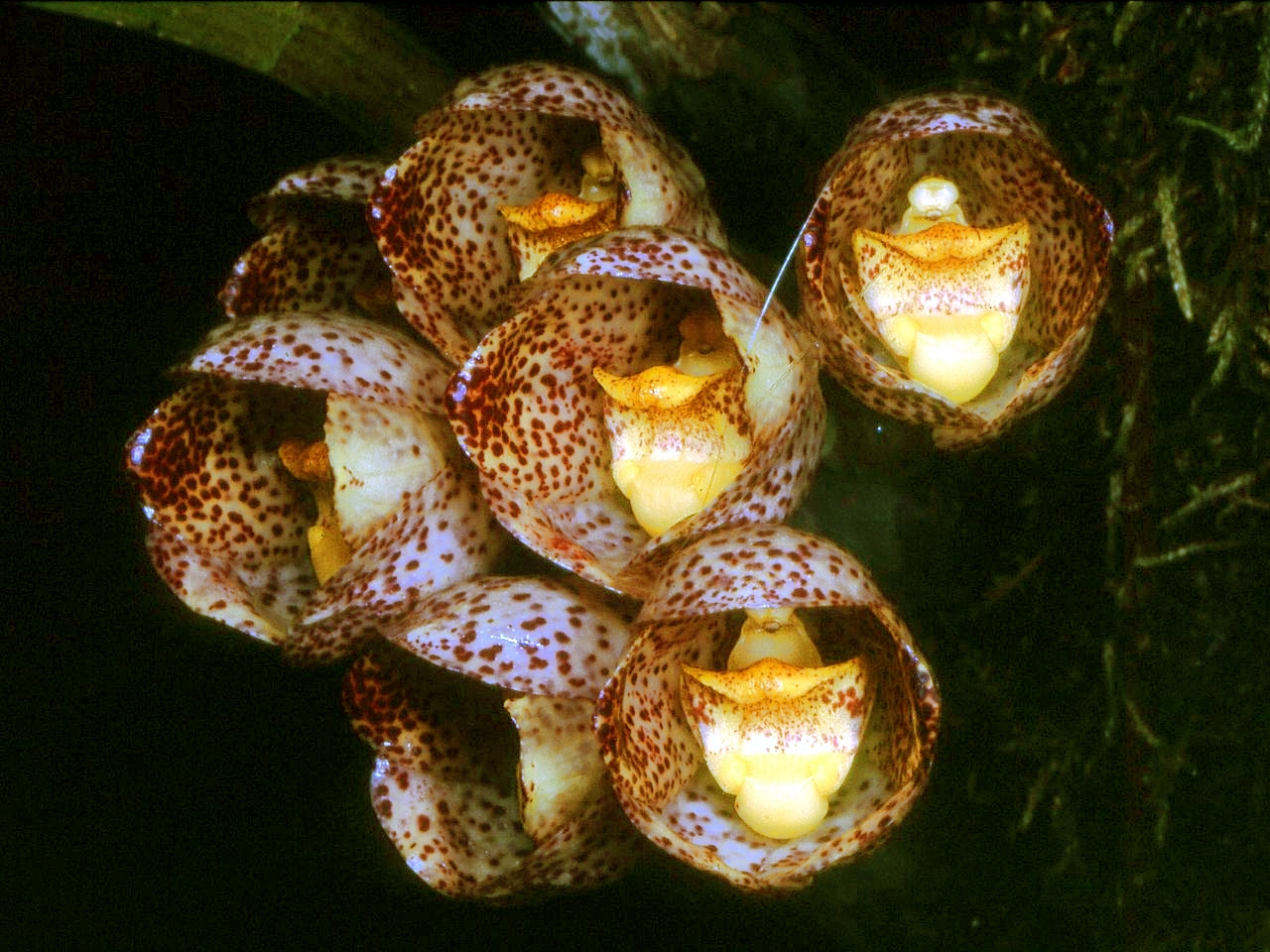
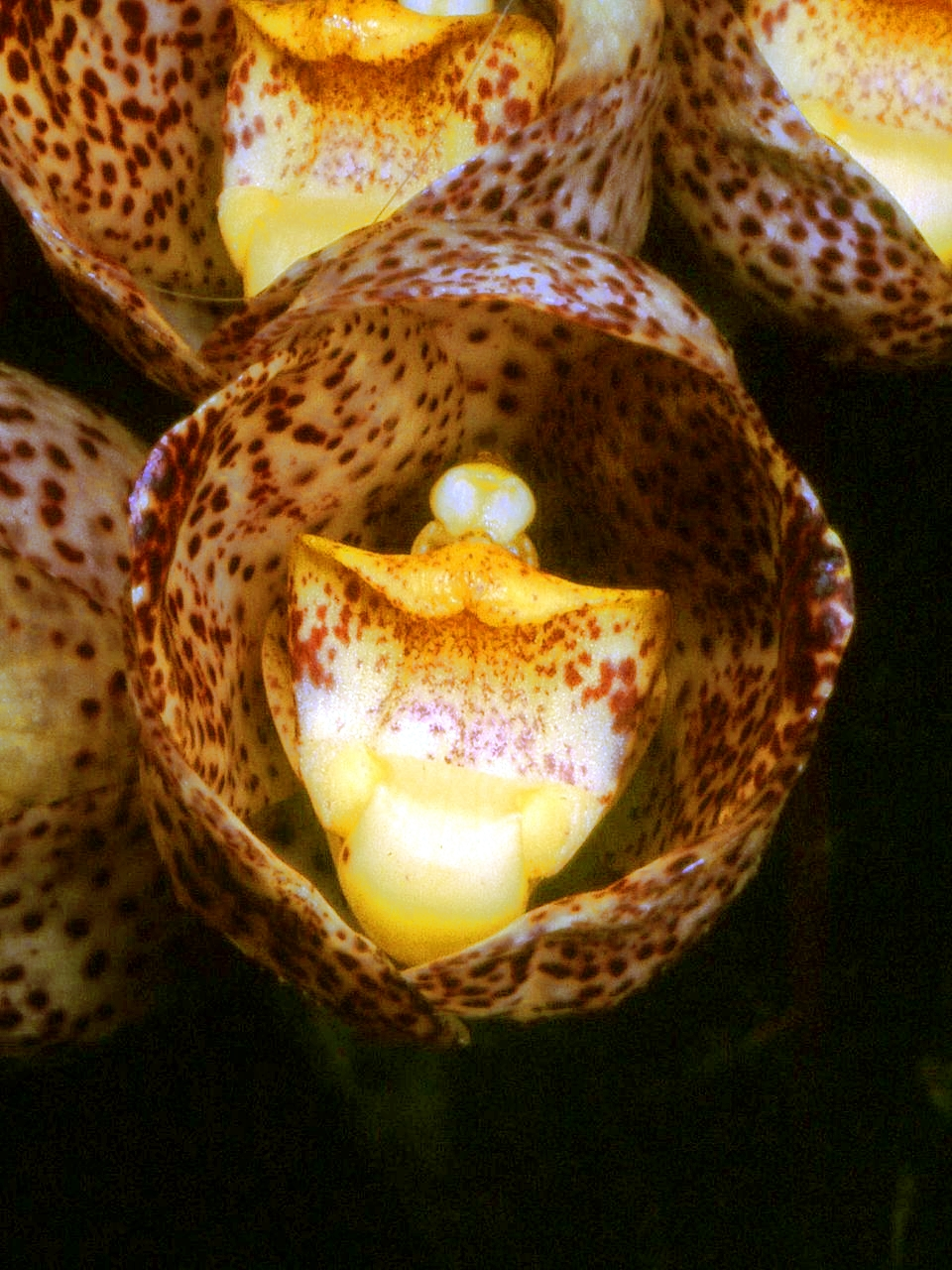
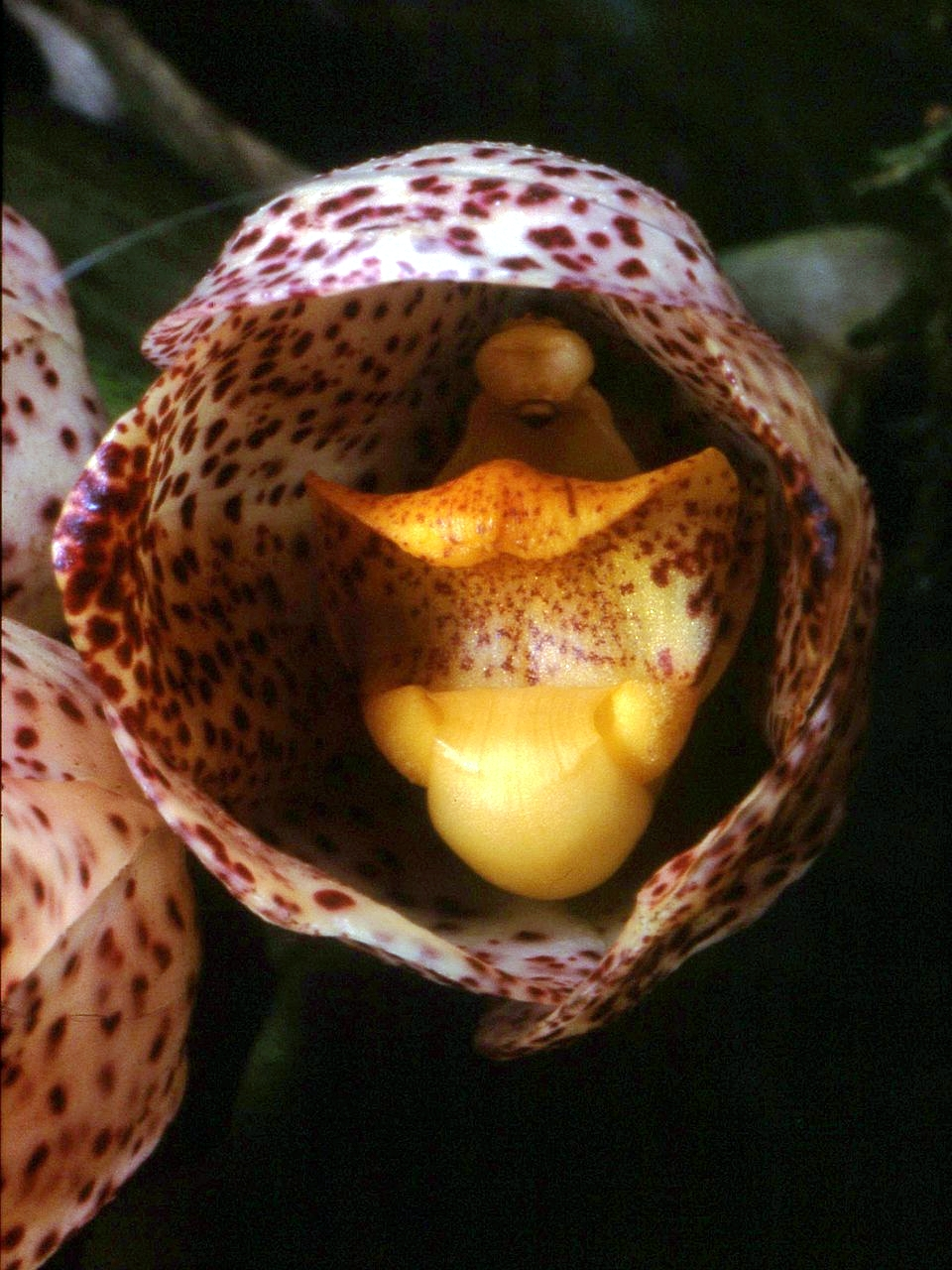
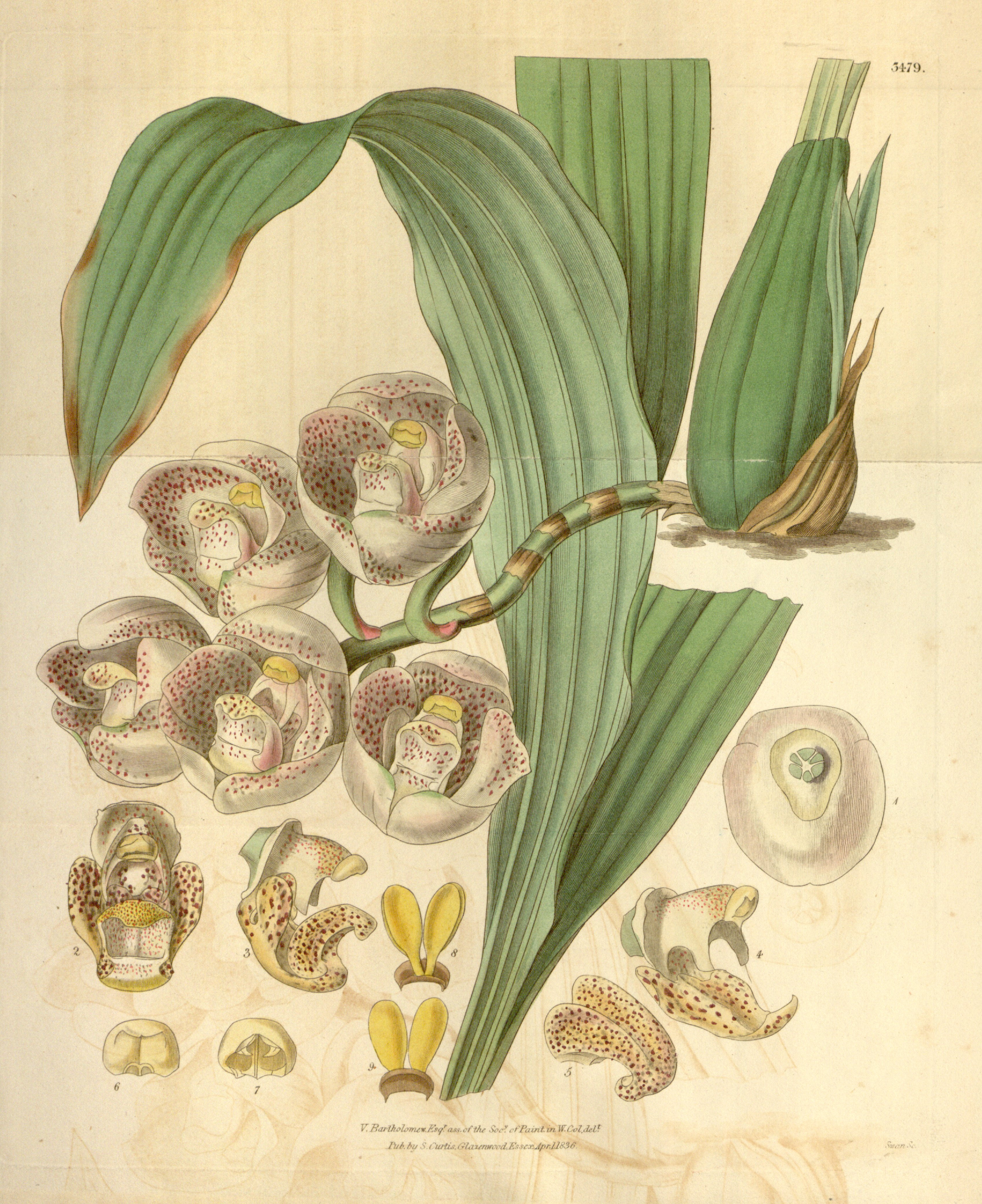